# Italiaans voetbalkampioenschap 1909
Het Italiaans voetbalkampioenschap 1909 was het twaalfde kampioenschap (Scudetto) van Italië. Genoa, Milan en Torino keerden na één jaar afwezigheid terug. Internazionale nam voor de eerste keer deel. Voor het eerst nam er ook een team uit de provincie Veneto deel. Pro Vercelli verlengde zijn titel.

## Kwalificatie

### Ligurië
Gespeeld op 17 januari en 7 februari
| Team #1      | Tot.  | Team #2   | 1ste wed | 2de wed |
| ------------ | ----- | --------- | -------- | ------- |
| Andrea Doria | 4 - 4 | Genoa CFC | 1 - 1    | 3 - 3   |

Replay
| Team #1      | Res.  | Team #2   |
| ------------ | ----- | --------- |
| Andrea Doria | 1 - 2 | Genoa CFC |

### Lombardije
Gespeeld op 10, 17 en 24 januari
| Team #1                       | Res.  | Team #2                       |
| ----------------------------- | ----- | ----------------------------- |
| Milan Cricket & Football Club | 3 - 2 | Internazionale                |
| US Milanese                   | 3 - 1 | Milan Cricket & Football Club |
| Internazionale                | 0 - 2 | US Milanese                   |

Eindstand
|    | Team                          | Ptn | Wed | W | G | V | DV | DT | +/− | Opmerking      |
| -- | ----------------------------- | --- | --- | - | - | - | -- | -- | --- | -------------- |
| 1. | US Milanese                   | 4   | 2   | 2 | 0 | 0 | 5  | 1  | +4  | Gekwalificeerd |
| 2. | Milan Cricket & Football Club | 2   | 2   | 1 | 0 | 1 | 3  | 4  | −1  |                |
| 3. | Internazionale                | 0   | 2   | 0 | 0 | 2 | 2  | 5  | −3  |                |

### Piëmont

#### Eerste ronde
Gespeeld op 10 en 17 januari
| Team #1      | Tot.  | Team #2  | 1ste wed | 2de wed |
| ------------ | ----- | -------- | -------- | ------- |
| Pro Vercelli | 3 - 2 | Juventus | 0 - 1    | 3 - 1   |

Door het feit dat beide teams een wedstrijd wonnen en er nog geen regel bestond voor meeste doelpunten kwam er een extra wedstrijd.
| Team #1  | Res.  | Team #2   |
| -------- | ----- | --------- |
| Juventus | 0 - 1 | FC Torino |

#### Tweede ronde
Gespeeld op 7 februari en 14 maart
| Team #1      | Tot.  | Team #2   | 1ste wed | 2de wed |
| ------------ | ----- | --------- | -------- | ------- |
| Pro Vercelli | 3 - 1 | FC Torino | 2 - 1    | 1 - 0   |

### Veneto
AC Venezia was het enige deelnemend team.

## Halve Finale
| Team #1           | Tot.   | Team #2     | 1ste wed | 2de wed |
| ----------------- | ------ | ----------- | -------- | ------- |
| AC Venezia Calcio | 3 - 18 | US Milanese | 1 - 7    | 2 - 11  |
| Pro Vercelli      | 4 - 3  | Genoa CFC   | 3 - 2    | 1 - 1   |

## Finale
| Team #1      | Tot.  | Team #2     | 1ste wed | 2de wed |
| ------------ | ----- | ----------- | -------- | ------- |
| Pro Vercelli | 4 - 2 | US Milanese | 2 - 2    | 2 - 0   |

## Kampioenenploeg
- Innocenti
- Binaschi
- Servetto
- Ara
- Milano I
- Leone
- Milano II
- Visconti
- Fresia
- Rampini I
- Corna

Scudetto:
1898 ·
1899 ·
1900 ·
1901 ·
1902 ·
1903 ·
1904 ·
1905 ·
1906 ·
1907 ·
1908 ·
1909 ·
1909/10 ·
1910/11 ·
1911/12 ·
1912/13 ·
1913/14 ·
1914/15 ·
1915/16 · 1916/17 · 1917/18 · 1918/19 · 
1919/20 ·
1920/21 ·
1921/22 ·
1922/23 ·
1923/24 ·
1924/25 ·
1925/26 ·
1926/27 ·
1927/28 ·
1928/29

Serie A:
1929/30 ·
1930/31 ·
1931/32 ·
1932/33 ·
1933/34 ·
1934/35 ·
1935/36 ·
1936/37 ·
1937/38 ·
1938/39 ·
1939/40 ·
1940/41 ·
1941/42 ·
1942/43 ·
1944/45 ·
1945/46 ·
1946/47 ·
1947/48 ·
1948/49 ·
1949/50 ·
1950/51 ·
1951/52 ·
1952/53 ·
1953/54 ·
1954/55 ·
1955/56 ·
1956/57 ·
1957/58 ·
1958/59 ·
1959/60 ·
1960/61 ·
1961/62 ·
1962/63 ·
1963/64 ·
1964/65 ·
1965/66 ·
1966/67 ·
1967/68 ·
1968/69 ·
1969/70 ·
1970/71 ·
1971/72 ·
1972/73 ·
1973/74 ·
1974/75 ·
1975/76 ·
1976/77 ·
1977/78 ·
1978/79 ·
1979/80 ·
1980/81 ·
1981/82 ·
1982/83 ·
1983/84 ·
1984/85 ·
1985/86 ·
1986/87 ·
1987/88 ·
1988/89 ·
1989/90 ·
1990/91 ·
1991/92 ·
1992/93 ·
1993/94 ·
1994/95 ·
1995/96 ·
1996/97 ·
1997/98 ·
1998/99 ·
1999/00 ·
2000/01 ·
2001/02 ·
2002/03 ·
2003/04 ·
2004/05 ·
2005/06 ·
2006/07 ·
2007/08 ·
2008/09 ·
2009/10 ·
2010/11 ·
2011/12 ·
2012/13 ·
2013/14 ·
2014/15 ·
2015/16 ·
2016/17 .
2017/18 ·
2018/19 ·
2019/20 ·
2020/21 ·
2021/22 ·
2022/23 ·
2023/24 .
2024/25